# Just Testing
Albums de Wishbone Ash
No Smoke Without Fire
(1979) Live Dates II
(1980)
Singles
1. Living Proof
Sortie : 1980
2. Helpless
Sortie : 1980

Just Testing est le dixième album studio du groupe de rock britannique Wishbone Ash. Il est sorti le 18 janvier 1980 sur le label MCA Records et a été produit par le groupe et John Sherry.
Cet album a été enregistré dans les Surrey Sound Studios situés à Leatherhead dans le Surrey à l'exception de la chanson Helpless qui a été enregistrée à Londres dans les studios Kingsway Recorders. Le bassiste et chanteur principal, Martin Turner, quittera le groupe après la tournée de promotion et ne reviendra pas avant 1987.
L'album se classa à la 41e place des charts britanniques et à la 179e place du Billboard 200 aux États-Unis.

## Liste des titres
| 1. | Living Proof | Laurie Wisefield, Claire Hamill | 5:40 |
| 2. | Hauting Me   | Martin Turner                   | 4:36 |
| 3. | Insomnia     | M. Turner                       | 5:09 |
| 4. | Helpless     | Paul Kendrick                   | 4:05 |

| 5. | Pay the Price      | M.Turner                                  | 3:33 |
| 6. | New Star Rising    | M.Turner                                  | 4:01 |
| 7. | Master of Disguise | Andy Powell                               | 4:26 |
| 8. | Life Line          | M. Turner, Powell, Wisefield, Steve Upton |      |

| 9.  | Come On             | Chuck Berry                          | 3:23 |
| 10. | Fast Johnny         | M. Turner, Powell, Wisefield, Upton  | 4:04 |
| 11. | Blowin' Free (Live) | M. Turner, Powell, Ted Turner, Upton | 6:34 |
| 12. | Helpless (Live)     | Kendrick                             | 3:46 |

## Musiciens
Wishbone Ash
- Martin Turner: chant, basse, guitare acoustique, chœurs
- Andy Powell: guitare électrique et acoustique, chœurs
- Laurie Wisefield: guitare électrique et acoustique, chœurs
- Steve Upton: batterie, percussions

Musiciens additionnels
- Claire Hamill: chœurs sur les titres 1, 5 & 7
- Ian Kew: orgue sur Master of Disguise

## Charts
Charts album
| Pays                          | Durée du classement | Meilleur classement | Date           |
| ----------------------------- | ------------------- | ------------------- | -------------- |
| Allemagne (GfK Entertainment) | 5 semaines          | 51e                 | 7 avril 1980   |
| États-Unis (Billboard 200)    | 2 semaines          | 179e                | 5 avril 1980   |
| Royaume-Uni (UK Albums Chart) | 4 semaines          | 41e                 | 3 février 1980 |